# 徳島カントリー倶楽部
徳島カントリー倶楽部（とくしまカントリーくらぶ）は、徳島県徳島市入田町の辰ヶ山に位置するゴルフ場。

## 所在地
- 〒779-3133 徳島県徳島市入田町月の宮227

## コース情報
- 月の宮コース
  - 18ホール
  - 6,800ヤード

## アクセス
- JR徳島駅前より車で約25分。
- 徳島自動車道「板野インターチェンジ」より車で40分。「藍住インターチェンジ」より車で約30分。